# Neuilly (Nièvre)
Pour les articles homonymes, voir Neuilly.
Neuilly est une commune française située dans le département de la Nièvre, en région Bourgogne-Franche-Comté.

## Géographie

### Communes limitrophes
Les communes limitrophes sont Brinon-sur-Beuvron, Saint-Révérien, Bussy-la-Pesle, Champallement, Guipy et Beaulieu.

### Climat
Pour des articles plus généraux, voir Climat de la Bourgogne-Franche-Comté et Climat de la Nièvre.
En 2010, le climat de la commune est de type climat océanique dégradé des plaines du Centre et du Nord, selon une étude du Centre national de la recherche scientifique s'appuyant sur une série de données couvrant la période 1971-2000. En 2020, Météo-France publie une typologie des climats de la France métropolitaine dans laquelle la commune est exposée à un climat océanique altéré et est dans la région climatique  Centre et contreforts nord du Massif Central, caractérisée par un air sec en été et un bon ensoleillement. 
Pour la période 1971-2000, la température annuelle moyenne est de 10,8 °C, avec une amplitude thermique annuelle de 16 °C. Le cumul annuel moyen de précipitations est de 895 mm, avec 13 jours de précipitations en janvier et 8 jours en juillet. Pour la période 1991-2020, la température moyenne annuelle observée sur la station météorologique de Météo-France la plus proche, « Premery », à Prémery à 15 km à vol d'oiseau, est de 11,1 °C et le cumul annuel moyen de précipitations est de 911,1 mm. 
La température maximale relevée sur cette station est de 40,5 °C, atteinte le 11 août 2003 ; la température minimale est de −15,1 °C, atteinte le 26 janvier 2007,,. 
Les paramètres climatiques de la commune ont été estimés pour le milieu du siècle (2041-2070) selon différents scénarios d'émission de gaz à effet de serre à partir des nouvelles projections climatiques de référence DRIAS-2020. Ils sont consultables sur un site dédié publié par Météo-France en novembre 2022.

## Urbanisme

### Typologie
Au 1er janvier 2024, Neuilly est catégorisée commune rurale à habitat très dispersé, selon la nouvelle grille communale de densité à sept niveaux définie par l'Insee en 2022.
Elle est située hors unité urbaine et hors attraction des villes,.

### Occupation des sols
L'occupation des sols de la commune, telle qu'elle ressort de la base de données européenne d’occupation biophysique des sols Corine Land Cover (CLC), est marquée par l'importance des territoires agricoles (83,9 % en 2018), une proportion sensiblement équivalente à celle de 1990 (84,7 %). La répartition détaillée en 2018 est la suivante : prairies (60,1 %), terres arables (21,5 %), forêts (13,3 %), milieux à végétation arbustive et/ou herbacée (2,7 %), zones agricoles hétérogènes (2,3 %). L'évolution de l’occupation des sols de la commune et de ses infrastructures peut être observée sur les différentes représentations cartographiques du territoire : la carte de Cassini (XVIIIe siècle), la carte d'état-major (1820-1866) et les cartes ou photos aériennes de l'IGN pour la période actuelle (1950 à aujourd'hui).

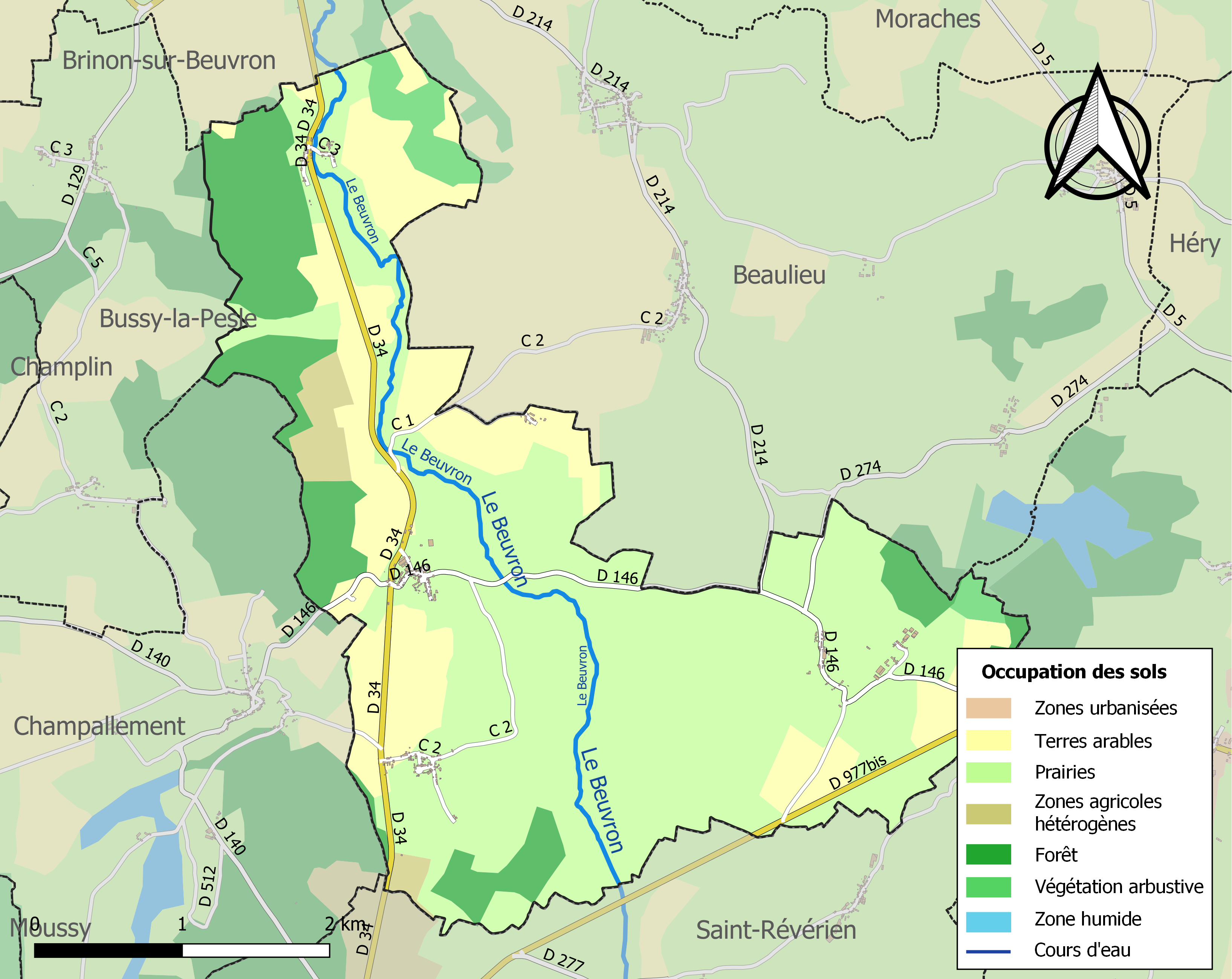
Carte des infrastructures et de l'occupation des sols de la commune en 2018 (CLC).

## Politique et administration

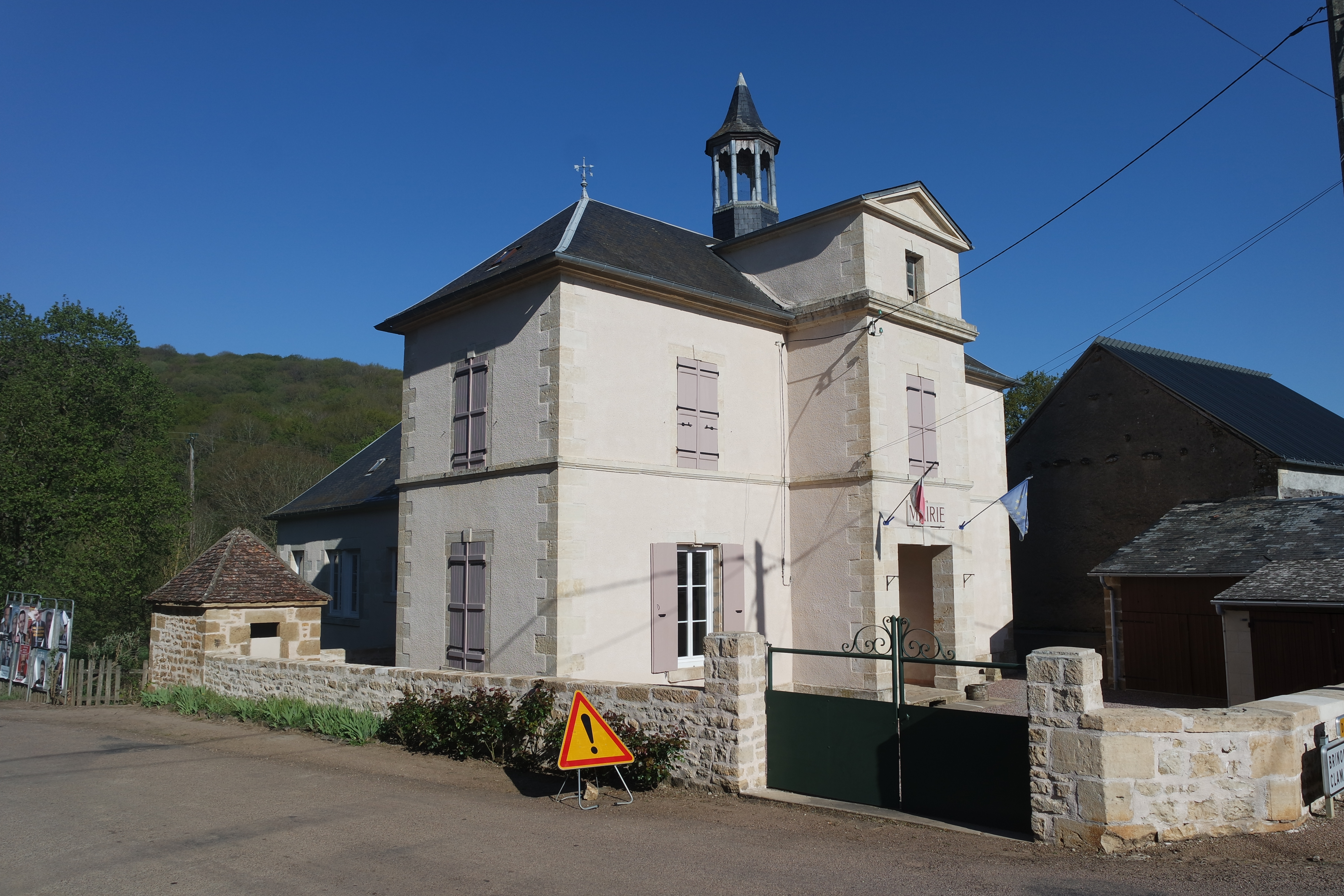
La mairie de Neuilly.

| Période                                  | Période  | Identité       | Étiquette | Qualité   |
| ---------------------------------------- | -------- | -------------- | --------- | --------- |
| avant 1988                               | ?        | Geneviève Pont |           |           |
| mars 2008                                | En cours | Denise Gibki   |           | Retraitée |
| Les données manquantes sont à compléter. |          |                |           |           |

## Démographie
L'évolution du nombre d'habitants est connue à travers les recensements de la population effectués dans la commune depuis 1793. Pour les communes de moins de 10 000 habitants, une enquête de recensement portant sur toute la population est réalisée tous les cinq ans, les populations de référence des années intermédiaires étant quant à elles estimées par interpolation ou extrapolation. Pour la commune, le premier recensement exhaustif entrant dans le cadre du nouveau dispositif a été réalisé en 2008.

En 2022, la commune comptait 109 habitants, en évolution de −9,92 % par rapport à 2016 (Nièvre : −3,28 %, France hors Mayotte : +2,11 %).
| 1793 | 1800 | 1806 | 1821 | 1831 | 1836 | 1841 | 1846 | 1851 |
| ---- | ---- | ---- | ---- | ---- | ---- | ---- | ---- | ---- |
| 490  | 536  | 614  | 644  | 636  | 673  | 640  | 665  | 646  |

| 1856 | 1861 | 1866 | 1872 | 1876 | 1881 | 1886 | 1891 | 1896 |
| ---- | ---- | ---- | ---- | ---- | ---- | ---- | ---- | ---- |
| 647  | 679  | 664  | 636  | 635  | 605  | 568  | 572  | 574  |

| 1901 | 1906 | 1911 | 1921 | 1926 | 1931 | 1936 | 1946 | 1954 |
| ---- | ---- | ---- | ---- | ---- | ---- | ---- | ---- | ---- |
| 524  | 510  | 456  | 360  | 332  | 295  | 275  | 261  | 232  |

| 1962 | 1968 | 1975 | 1982 | 1990 | 1999 | 2006 | 2008 | 2013 |
| ---- | ---- | ---- | ---- | ---- | ---- | ---- | ---- | ---- |
| 221  | 196  | 177  | 155  | 122  | 151  | 139  | 135  | 124  |

| 2018 | 2022 | - | - | - | - | - | - | - |
| ---- | ---- | - | - | - | - | - | - | - |
| 114  | 109  | - | - | - | - | - | - | - |

## Lieux et monuments

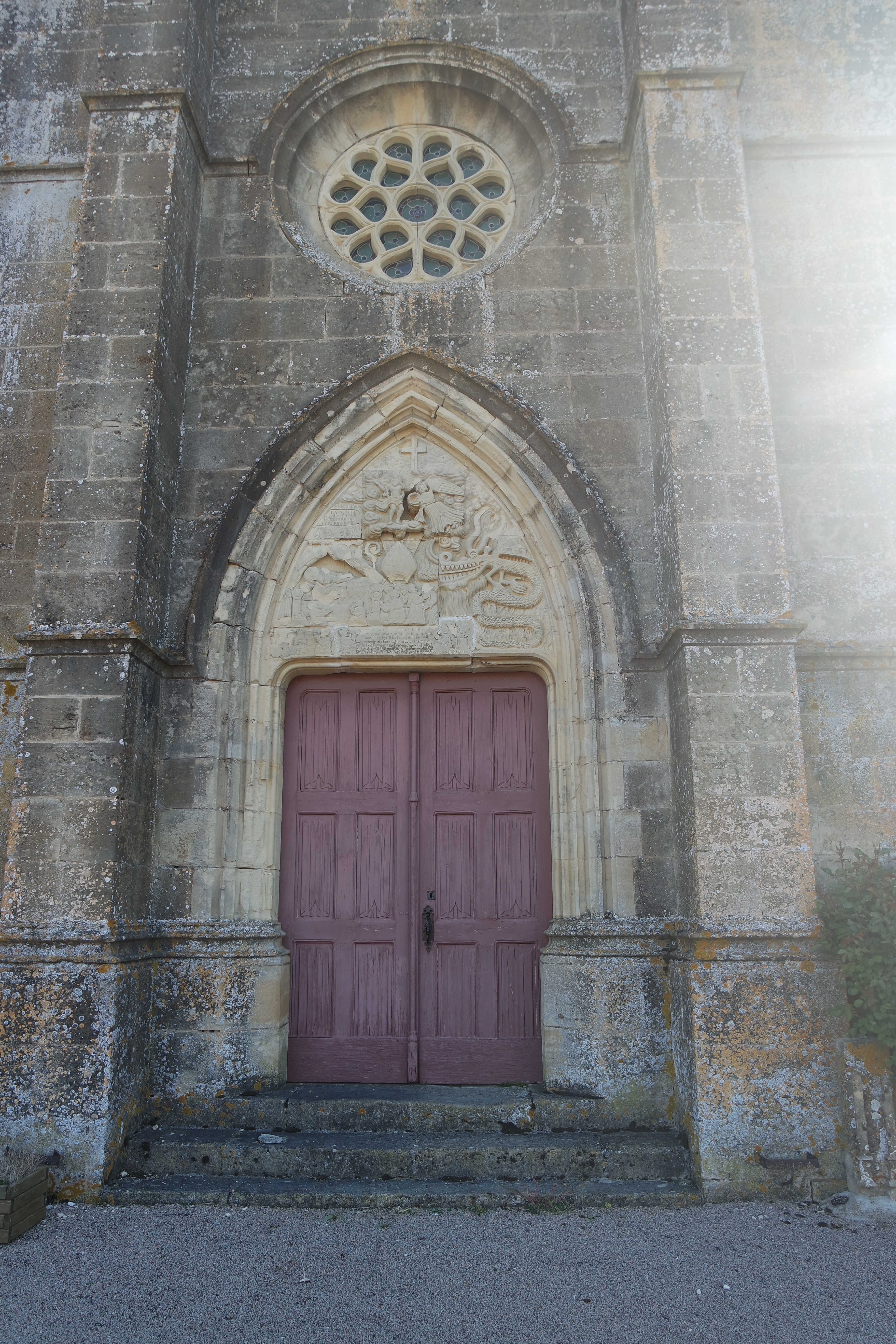
Le tympan de l'église Saint-Martin.

- Le tympan de l'église Saint-Martin.Église Saint-Martin de Neuilly : édifice pour partie du XIIe siècle, son saint patron est représenté trois fois : 
  - repoussant le démon (tympan 1878) ;
  - ou partageant son vêtement, statue d'art populaire en bois sculpté, et polychromie du XVIe siècle,  Classé MH (1957)[17] ;
  - et vitrail (XIXe siècle).

L'église est ouverte le premier samedi et le troisième dimanche de juin à septembre de 13 h à 18 h.